# Leonhard Seif

Alfred Adler und Leonhard Seif (1925)

Leonhard Seif (* 15. Januar 1866 in München; † 1949) war ein deutscher Neurologe, Erziehungsberater und Individualpsychologe. Er gilt als einer der bekanntesten Individualpsychologen Deutschlands.

## Leben
Nach dem Medizinstudium, philosophischen und sozialpsychologischen Studien ließ sich Leonhard Seif 1895 in München als Nervenarzt nieder. Er sah bald, dass viele organische Erkrankungen eine neurotische Ursache hatten. Sein Versuch diese mit den damals modernsten Heilungsmethoden, der Hypnose und der Suggestion zu behandeln, brachte nicht den gewünschten Erfolg. Er versuchte deshalb neue Wege und gründete im Mai 1911 in München eine psychoanalytische Ortsgruppe, zu deren Mitgliedern Viktor Emil von Gebsattel und Otto Gross gehörten. Ab 1912 verstärkten sich die inhaltlichen und persönlichen Konflikte zwischen C. G. Jung und Sigmund Freud, was zu einer zunehmenden Spaltung innerhalb der psychoanalytischen Bewegung führte. Leonhard Seif, der auch eine persönliche Beziehung zu C. G. Jung hatte, stellte sich auf die Seite von Jung.
Auf dem Vierten Internationalen Kongress für Psychoanalyse im September 1913 wurde Jung zwar als Vorsitzender der Internationalen Psychoanalytischen Vereinigung bestätigt, aber viele der Anhänger Freuds verweigerten ihm die Unterstützung und enthielten sich der Stimme. Eine endgültige Spaltung der IPV wurde zwar noch einmal vermieden, aber der Konflikt erwies sich als nicht lösbar. Im April 1914 trat Jung als Vorsitzender zurück und zog sich mit seinen Anhängern aus der IPV zurück.
Seif befreundete sich mit Alfred Adler, den Freud 1911 aus der Wiener Psychoanalytischen Vereinigung gedrängt hatte, weil Seif Adlers Ansicht teilte, dass die Neurose soziale Ursachen habe, und gründete 1920 die erste deutsche individualpsychologische Ortsgruppe unter dem Namen „Gesellschaft für vergleichende Individualpsychologie“. München war nicht nur die erste, sondern auch die bedeutendste, stabilste und größte Ortsgruppe der Individualpsychologie. Sie wurde auch als Außenstelle Wiens bezeichnet. 1922 wurde in München der Erste Internationale Kongreß für Individualpsychologie abgehalten. In diesem Jahr wurde in München die erste Erziehungsberatungsstelle gegründet. Nach ihrem Vorbild – der Erschließung neuer Praxisfelder für die Individualpsychologie – wurden bald ähnliche Institutionen im In- und Ausland gegründet. 1926 war Seif Mitbegründer der Allgemeinen Ärztlichen Gesellschaft für Psychotherapie. 1927 und 1929 hielt er an der Harvard und Boston University auf deren Einladung vor Ärzten und Studenten wissenschaftliche Vorträge über seine Versuchsarbeit und psychologische, pädagogische und psychotherapeutische Kurse. In den Jahren 1928 bis 1937 veranstaltete er mehrmals Vortragszyklen an den Universitäten London, Birmingham und York. Der letzte Sommerkurs in England endete wenige Tage vor Kriegsausbruch.
Nach 1933 konnte Seif nur noch eine Erziehungsberatungsstelle mit wenigen engen Mitarbeitern weiterführen. Mit der Machtübernahme durch die Nationalsozialisten wurden die Arbeitsgemeinschaft für Gemeinschaftspsychologie (Seif) und die Arbeitsgemeinschaft des Jungianers Gustav Richard Heyer Ende 1939 zur Zweigstelle Bayern des Deutschen Instituts für psychologische Forschung und Psychotherapie umfunktioniert. Dort konnte eine marginale Kontinuität der psychologischen Tätigkeit gewahrt bleiben, die allerdings unter dem Vorzeichen der NS-Ideologie stand. Der Name Alfred Adler durfte nicht mehr erwähnt werden, er war auf der Liste verbotener Autoren und die Bücher der Individualpsychologie wurden verbrannt. Trotzdem konnte Seif die Arbeit ohne Unterbrechung weiterführen, dank dem München in den kritischen Jahren 1945 und 1946 zum Grundstock des Wiederaufbaus wurde. Bereits 1947 kamen wieder Anfragen aus England für die Wiederaufnahme der Sommerkurse.

## Werk
Leonhard Seif beschrieb die Arbeitsweise und Entwicklung der Münchner Erziehungsberatungsstelle in Wege der Erziehungshilfe folgendermaßen:

„Natürlich war bei deren Anwesenheit während der Beratung alles zu berücksichtigen, was für das Kind und die Entfaltung seines Gemeinschaftsgefühles einen Gewinn bedeutete und jeden Nachteil für dasselbe strengstens ausschloss. Die Teilnehmenden sollten eine Gemeinschaft werden und sein, in dem Sinne, dass Kind und Eltern, Berater und Teilnehmende sich eingebettet fühlen lernten in eine Atmosphäre der Zusammengehörigkeit, des Miteinanderlernen, die jedes Auffallen oder Wichtigtun, eine Rolle spielen wollen, unmöglich machte. Theoretische Widerstände gegen eine solche Beratungssituation widerlegten sich durch die Praxis des Erfolges, der Förderung der Kontaktherstellung. Es war ja auch nicht so etwas besonders Neues, was da geschah. Spielten sich doch alle Schwierigkeiten der Kinder auch sonst in der Gemeinschaft der Familie, des Kindergartens, der Schule, des Hortes, auf der Strasse, unter anderen Menschen ab. Der Unterschied nun von dieser eben geschilderten Gemeinschaft und der in der Beratung war, dass es sich hier um eine positive Atmosphäre handelte, die Kinder und Eltern bejaht und weiss, dass man irren und missverstehen, aber von Irrtümern und Missverständnissen auch lernen kann, um eine Atmosphäre, die Vertrauen ausstrahlt und versteht, also gerade um das, was dem Kinde in seiner Umgebung abhanden gekommen war. Dass alles ausgeschaltet sein musste, was das Selbstwertgefühl des Kindes oder der Angehörigen beschämen, oder der Eitelkeit Chancen geben konnte, versteht sich von selbst. (...)
Diese Öffentlichkeit der Erziehungsberatung, die schließlich eine Arbeitsgemeinschaft für Erziehung wurde, bewährte sich im Laufe der Jahre immer mehr. War ihre ursprüngliche Aufgabe die Erleichterung der Eingliederung des Kindes in sie, in die Familie, Schule und später in die Gemeinschaft, so wurde sie – was aber nicht ihr eigentlicher Zweck war, sondern nur ihr natürliches Ergebnis- von unersetzlicher Bedeutung für die Ausbildung vieler Teilnehmer, insbesondere der augenblicklichen und künftigen Helfer und Mitarbeiter, ein wahres Miteinanderlernen und Hineinwachsen in diese neue Aufgabe. Eltern und Kinder fühlten und wussten, dass sie das verstehende Freunde gefunden hatten und nicht länger mehr unter hilfloser Vereinsamung leiden mussten.“